# Wight
Ostrov Wight (anglicky Isle of Wight) je ostrov a zároveň anglické nemetropolitní a ceremoniální hrabství, ležící při jižním pobřeží Anglie jižně od největšího jihoanglického přístavu Southamptonu. Z historického hlediska je součástí tradičního hrabství Hampshire, od něhož byl administrativně oddělen roku 1890. Ostrov má rozlohu 381 km² (147 čtverečních mil) a podle odhadů měl v roce 2004 138 400 obyvatel (sčítání lidu z roku 2001 udává 132 731 stálých obyvatel). Je známý svými přírodními krásami a prázdninovými letovisky, populárními zejména ve viktoriánské době. Blízko nejjižnějšího výběžku ostrova se u městečka Ventnor nachází Blackgang Chine, jeden z nejstarších zábavních parků světa.

## Historie
Podobně jako Anglie byl i ostrov Wight v 5. století osídlen germánskými kmeny. Po dobytí ostrova Normany v 11. století bylo založeno převorství v Carisbrooku  a postaven hrad Carisbrooke Castle. Nejvyšším titulem byl Lord z ostrova Wight. Pod plnou anglickou kontrolu se ostrov dostal v roce 1293, kdy byla hraběnka Isabel de Forz na smrtelné posteli přesvědčena, aby ostrov prodala anglickému králi Edwardu I.
Jindřich VIII., který zřídil stálé královské námořnictvo a jeho stálou základnu Portsmouthu, také opevnil ostrov Wight. Pro stavbu pevností v Yarmouthu, Cowes a Sandownu byl částečně použit stavební materiál ze zrušených klášterů během reformace. Ostrov úspěšně vzdoroval francouzským útokům v roce 1545. V období 1597–1602 byl přebudován hrad Carisbrooke Castle, kvůli hrozbě útoků španělské Armady. Během anglické občanské války utekl na ostrov Wight král Karel, který věřil v podporu místního guvernéra. Guvernéra to vyděsilo a krále uvěznil.
Manžel královny Viktorie, princ Albert, nechal na ostrově vybudovat Osborne House, který se stal letní rezidencí královské rodiny. Díky tomu se ostrov stal letoviskem evropské honorace a bylo zde vybudováno mnoho rekreačních budov.

## Geografie a příroda

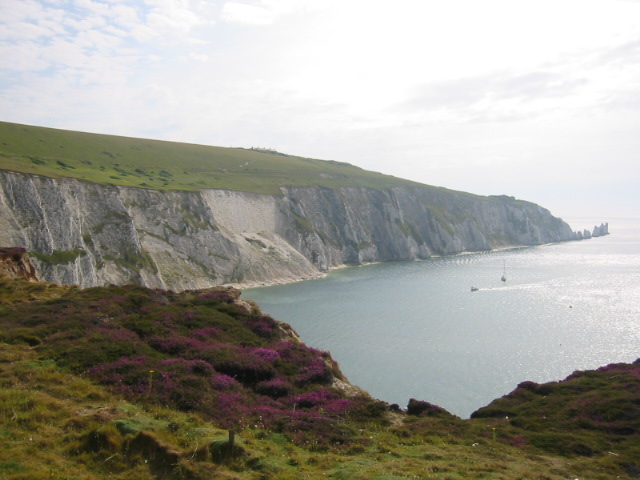
Pohled na skalní formaci The Needles („jehly“) a Alum Bay

Ostrov Wight má protáhlý tvar a jeho plocha je asi 380 km². Od Británie jej dělí Solentská úžina (The Solent). Něco více než polovina rozlohy má status oblasti výjimečné přírodní hodnoty. Krajina ostrova je velmi různorodá, a tak se často označuje jako „Anglie v miniatuře“. Západ ostrova je především venkovský, s dramatickým pobřežím a slavným křídovým hřbetem, který běží napříč celým ostrovem. Nejvyšší bodem ostrova je vrchol St. Boniface Down, jehož výška je 241 m n. m.
Krajina na zbytku ostrova je také velmi rozmanitá. Nejnápadnější jsou útesy a mořská skaliska, která jsou jednak atraktivní na pohled, ale také tvoří cenný biotop a jsou chráněná. Hlavními řekami jsou Medina a Yar. Na ostrově existuje ještě druhá řeka Yar, která je relativně krátká a ústí u Yarmouth.

## Paleontologie
Ostrov patří k významným evropským nalezištím dinosauřích fosilií z období spodní křídy (například rod Eotyrannus, Chondrosteosaurus ad.). Nálezům zde napomáhá i neustálá eroze útesů, odhalující stále nové a nové části. V nedávné době bylo na ostrově založeno také muzeum pro tyto unikátní objevy.

## Administrativní zřízení
Ostrov Wight je ceremoniální a nemetropolitní hrabství. Není dělen na žádné distrikty a je tedy spravován jako jeden celek. Ostrov má jednoho poslance v Dolní sněmovně parlamentu Spojeného království.

## Významná města
- Newport je správním střediskem ostrova. Leží uprostřed ostrova a leží zde hlavní nákupní centrum.
- Ryde je jedno z největších měst na ostrově a má asi 30 tisíc obyvatel. Leží na severovýchodě a je důležitým letoviskem, především kvůli písečným plážím. Zemřela zde titulární portugalská královna Adelaida Löwenstein-Wertheim-Rosenberg (1831–1909).
- Cowes je přístav, kde se každoročně koná slavná regata Cowes week.